# Taliparamba
Taliparamba (tamil: தளிப்பரம்பா, bengali: টলিপরম্ব, malayalam: തളിപ്പറമ്പ്) är en ort i Indien.   Den ligger i distriktet Kannur och delstaten Kerala, i den södra delen av landet, 1 900 km söder om huvudstaden New Delhi. Taliparamba ligger 45 meter över havet och antalet invånare är 69 878.
Terrängen runt Taliparamba är platt. Runt Taliparamba är det mycket tätbefolkat, med 1 018 invånare per kvadratkilometer. Närmaste större samhälle är Payyannūr, 18,0 km väster om Taliparamba. I omgivningarna runt Taliparamba växer huvudsakligen savannskog.